# Pavone d'Alessandria
Pavone d'Alessandria è una frazione italiana di 205 abitanti del comune di Pietra Marazzi.
Pavone d'Alessandria è l'unica frazione del comune di Pietra Marazzi, in provincia di Alessandria: è situata su un colle alla sinistra idrografica del Tanaro. Nel 1971 (ultima data in cui viene menzionata nei censimenti) contava 205 abitanti. Pavone fu un comune autonomo tra l'Unità d'Italia e il 1928, anno in cui il comune venne soppresso e la frazione aggregata al comune di Pietra Marazzi, cui appartiene tuttora.

## Origini del nome
Il nome della località deriva dal toponimo latino Paonum.

## Storia
Tracce di presenza umana nel sito dell'odierna Pavone sono da far risalire già all'età del bronzo, come dimostrano un'urna cineraria e delle asce in bronzo, riscoperte presso l'odierno castello. La foggia dell'urna cineraria rende tale reperto attribuibile al Protogolasecca A o alla cultura di Canegrate, mentre le asce, con foggia analoga a quella di reperti tedeschi, sono databili a un periodo precedente.
Le origini della odierna località si possono far risalire al Medioevo, con menzioni in diplomi di donazione di Liutprando (707, 708, 713), di Ottone I (912) e di Ottone II. Nel 1159 l'imperatore Federico Barbarossa concesse Pavone al monastero di San Pietro in Ciel d'Oro. Il feudo del paese fu dapprima della famiglia dei Cani-Bisnati, poi dei Conti Ghilini e infine dei Marchesi Guaschi-Gallarati.

## Monumenti
Nella frazione vi è un castello costruito nel XIX secolo come dimora dei Marchesi Faà di Bruno, sulle rovine di un antico castello longobardo.

## Società

### Evoluzione demografica
Abitanti censiti